# Dariusz Jabłoński (reżyser)
Dariusz Jabłoński (ur. 30 maja 1961 w Warszawie) – polski reżyser filmowy, scenarzysta i producent.

## Życiorys
Ukończył łódzką szkołę filmową, był asystentem Krzysztofa Kieślowskiego.
Kieruje studiem Apple Film Production. Od 1994 roku był wiceprezesem, a od 1999 prezesem Stowarzyszenia Niezależnych Producentów Filmowych i Telewizyjnych. Od 2000 roku był prezesem Krajowej Izby Producentów Audiowizualnych. Obie funkcje sprawował do 2004 roku.
Wyprodukował kilkadziesiąt filmów fabularnych, dokumentalnych, seriali i teatrów telewizji. Filmy powstały we współpracy z polskimi stacjami telewizyjnymi: TVP, Canal+ Polska, HBO, ale także z udziałem zagranicznych stacji telewizyjnych: ARTE, CANAL+, WDR, MDR, SVT, CTV, oraz w koprodukcji z niezależnymi producentami z Czech, Słowacji, Węgier, Niemiec, Francji, Szwecji, Izraela, Wielkiej Brytanii. W sumie filmy uzyskały ponad trzysta nagród na festiwalach zagranicznych i krajowych, jeden ostatnich, Dowłatow w reż. Aleksieja Germana, jr. otrzymał  Srebrnego Niedźwiedzia za wybitne osiągnięcie artystyczne na Berlinale 2018.
Brał udział w wielu zagranicznych seminariach i konferencjach szkoleniowych, m.in. East West Producer’s Seminar, DOCS without Frontiers, European Film College, Twining Programm. Był stypendystą NIPKOW Programm w Berlinie dla europejskich talentów filmowych. Jest ekspertem w dziedzinie polityki audiowizualnej. W tym charakterze występował na wielu konferencjach zagranicznych i bierze udział w konsultacjach Komisji Europejskiej. Był współautorem trzech tzw. społecznych projektów ustawy o kinematografii, które były rozpatrywane przez Sejm RP. Obowiązująca Ustawa o Kinematografii powstała w oparciu o te projekty.
Pomysłodawca i organizator Polskich Nagród Filmowych i Polskiej Akademii Filmowej oraz założyciel Niezależnej Fundacji Filmowej, powołanej dla promocji filmu polskiego i jego twórców w kraju i za granicą. Pomysłodawca i Dyrektor Artystyczny SCRIPTEAST'u – programu dla scenarzystów z Europy Środkowej i Wschodniej. Współzałożyciel organizacji polskich producentów, w tym Krajowej Izby Producentów Audiowizualnych, której był pierwszym prezesem w latach 2000–2004. Członek Polskiej Akademii Filmowej i Europejskiej Akademii Filmowej.
Obraz Gry Wojenne w reżyserii Dariusza Jabłońskiego, wyprodukowany przez Apple Film Production, jako pierwszy w historii polski film dokumentalny, otworzył najważniejszy i największy na świecie międzynarodowy festiwal filmów dokumentalnych IDFA 2009 w Amsterdamie.

## Filmografia
Scenariusz
- 1989 – Elegia dla jednej pani
- 1992 – Mondo migliore (dokumentalny)
- 1998 – Fotoamator (dokumentalny)
- 2007 – Wino truskawkowe
- 2008 – Gry wojenne (dokumentalny)
- 2009 – Gry wojenne (serial dokumentalny)

Reżyseria
- 1985 – Help
- 1985 – Jóźko
- 1989 – Elegia dla jednej pani
- 1990 – Lepszy świat (dokumentalny)
- 1990 – Ostatni szabes
- 1992 – Artur Brauner (dokumentalny)
- 1992 – Mondo migliore (dokumentalny)
- 1994 – Spotkanie (dokumentalny)
- 1998 – Fotoamator (dokumentalny)
- 2007 – Wino truskawkowe
- 2008 – Gry wojenne (dokumentalny)[1]
- 2009 – Gry wojenne (serial dokumentalny)
- 2019 – Zasada przyjemności (serial)

Reżyser II
1988 – Dekalog (odc. 1–3, 10)
Asystent reżysera
- 1987 – Krótki film o zabijaniu
- 1988 – Krótki film o miłości
- 1988 – Dekalog (odc. 4–9)

Aktor
- 1984 – Zamiana
- 1988 – Dekalog VII (jako znajomy Wojtka)

Producent
- 1986 – Wizyta starszej pani (dokumentalny)
- 1991 – Powtórka z Conrada (dokumentalny)
- 1992 – Mondo migliore (dokumentalny)
- 1992 – Artur Brauner (dokumentalny)
- 1993 – Hrabal (dokumentalny)
- 1993 – Fantasmagorie Janusza Króla (dokumentalny)
- 1994 – Kieślowski spotyka Wendersa (dokumentalny)
- 1994 – Ogrody Tadeusza Reichsteina (dokumentalny)
- 1994 – Powrót
- 1996 – Psy totalitaryzmu (dokumentalny)
- 1996 – Departament IV (dokumentalny)
- 1996 – Gry uliczne
- 1997 – Czary motyla (Teatr TV)
- 1997 – Poczta (Teatr TV)
- 1998 – Książę niezłomny (Teatr TV)
- 1998 – Fotoamator (dokumentalny)
- 1999 – A jednak olimpiada w Zakopanem! (Teatr TV)
- 1999 – Bzik tropikalny (Teatr TV)
- 1999 – Patrzę na ciebie, Marysiu
- 1999 – Wrota Europy
- 2000 – Numery (Teatr TV)
- 2000 – Sezon na leszcza
- 2000 – Taniec trzcin (dokumentalny)
- 2000 – Bellissima
- 2001 – Kuracja (Teatr TV)
- 2001 – Datowane XX wiek (dokumentalny)
- 2001 – Przeżyć przedwiośnie (dokumentalny)
- 2001 – Przedwiośnie
- 2002 – Przedwiośnie (serial)
- 2003–2008 – Glina (serial)
- 2005 – Solidarność, Solidarność...
- 2005–2007 – Codzienna 2 m. 3
- 2007 – Benek
- 2007 – Wino truskawkowe
- 2009 – Janosik. Prawdziwa historia
- 2009 – Janosik. Prawdziwa historia (serial)
- 2010 – Between 2 fires
- 2011 – Pokaż, kotku, co masz w środku
- 2011 – Moja Australia
- 2012 – Pokłosie
- 2013 – Szpiedzy w Warszawie (serial)
- 2014 – Strefa nagości
- 2014 – Dzwony wojny (serial)
- 2015 – Pod elektrycznymi chmurami
- 2015 – Karski i władcy ludzkości (dokumentalny)
- 2017 – Maya Dardel
- 2018 – Dowłatow
- 2018 – Kiedy padają drzewa
- 2019 – Zasada przyjemności (serial)

Producent wykonawczy
- 1998 – Małżowina
- 2002 – Moje pieczone kurczaki
- 2004 – Cudownie ocalony